# Anti-Flash
L'Anti-Flash (Reverse-Flash) è il nome di quattro supercriminali dei fumetti statunitensi pubblicati da DC Comics. Sono stati nemici dei Flash nelle varie epoche fumettistiche.

## Storia editoriale

### The Rival (Anti-Flash della Golden Age)
The Rival apparve per la prima volta in Flash Comics n. 104 (febbraio 1949). Il suo alter ego è il professor Edward Clariss, un professore dell'Università frequentata da Jay Garrick. Credeva di essere riuscito a ricreare la formula che diede al Flash della Golden Age i suoi poteri, che lui chiamava "Velocity 9". Deluso al rigetto della sua scoperta da parte della comunità scientifica, Clariss divenne un criminale, indossando una versione più scura del costume di Jay Garrick. La versione della sua formula, tuttavia, ha un effetto temporaneo, il che fa in modo che The Rival venga sconfitto quando la formula nel corpo viene del tutto metabolizzata.
In JSA n. 16 (novembre 2000) viene rivelato che The Rival riuscì a battere Flash diversi mesi dopo la sua prima comparsa; facendo ciò raggiunge la velocità della luce fino a scomparire nella Forza della velocità. Seguendo la riformazione della Justice Society of America 50 anni dopo, Clariss viene ritrovato dalla forza della velocità (che si è rivelata essere il Valhalla dei velocisti, buoni o cattivi che siano, così come la derivazione dei loro poteri) da Johnny Sorrow, che lo invita ad unirsi a lui nella nuova Società dell'Ingiustizia. The Rival, portato alla pazzia dal tempo passato nella forza della velocità, corre attraverso il paese in preda ad una furia omicida super veloce. Jay Garrick si rende conto che la strada percorsa da The Rival porta il nome di Clariss, e che il suo l'ultimo omicidio sarà quello di sua moglie Joan. Flash riesce ad assorbire la velocità di Clariss prima che riesca ad uccidere Joan.
The Rival ritorna in Impulse n. 88 (settembre 2002), in cui è il medico di Joan Garrick. Ora pura energia, Clariss si impossessa del velocista della Golden Age, amico di Jay Garrick, Max Mercury. Dopo aver battuto Jay Garrick e Impulso, The Rival scappa, sempre in possesso del corpo di Max Mercury. Da lì in poi, di lui non si avranno più notizie.
C'è un altro Anti-Flash della Golden Age, un robot con indosso un costume identico a quello di Jay Garrick, ma i cui colori sono l'opposto. L'unica comparsa del robot fu in una storia di The Flash vol.2, n. 134 (febbraio 1998), in cui venne facilmente battuto da Jay Garrick.

### Professor Zoom (Anti-Flash della Silver Age)
Eobard Thawne, il Professor Zoom, apparve per la prima volta in The Flash n. 139 (settembre 1963). Originariamente, è un criminale del XXV secolo, che trovò una capsula del tempo al cui interno si trovava il costume del Flash della Silver Age. Tramite una macchina riesce a intensificare l'energia velocizzante del costume, dandosi le abilità di Flash fintanto che lo indossa. Nel processo, i colori dei costumi divengono opposti: il costume diventa giallo, gli stivali e il fulmine sull'emblema diventano rossi, e infine il cerchio bianco del simbolo di Flash diventa nero. Naturalmente utilizza i suoi poteri per commettere crimini. La sua conoscenza della doppia identità di Barry Allen gli permette di colpirlo uccidendo sua moglie, Iris West, e in seguito tentando di uccidere la sua fidanzata Fiona. Fu salvando Fiona che Flash spezzò il collo di Zoom, uccidendolo. Più tardi, il Professor Zoom incontrerà anche il successore di Barry Allen, Wally West in Flash n. 74 (marzo 1993). A causa della complessità del viaggio nel tempo, questo è un Professor Zoom di un tempo precedente al suo incontro con Barry Allen.
Inizialmente infatti Thawne idolatrava Flash, tanto da sottoporsi ad un'operazione di plastica facciale per assomigliare a Barry Allen e ad un bagno elettro-chimico per ottenere persino i suoi poteri. Sognava di unirsi a lui nella sua crociata al crimine, e quando trovò in un negozio di antiquariato il famoso tapis-roulant che permetteva al velocista scarlatto di viaggiare nel tempo, se ne impadronì e tornò nel XX secolo.
Confuso dal suo viaggio nel tempo, Zoom crede di essere lui stesso Barry Allen. Incontra così Wally, Hal Jordan, Jay Garrick, tutte le persone care a Barry Allen, che credevano fosse ritornato dalla morte.
Ma la sua vera identità riaffiora, scatenando una furia omicida. Wally lo batte fingendo di usare il tapis-roulant che si trova nel Museo di Flash; l'idea è di fingere di andare avanti nel tempo, quando Zoom è un bambino, per ucciderlo. In realtà, Wally sale sul tapis-roulant, lo mette in moto e scende dall'attrezzo ad una velocità così alta senza che nessuno se ne accorga, neanche Zoom, che sale sul tapis-roulant, mettendolo in moto e tornando al suo tempo, ma con un inconveniente: non ricorderà più niente di ciò che è successo.

### Zoom (Anti-Flash della Modern Age)
Hunter Zolomon apparve per la prima volta in The Flash:Secret Files & Origins n. 3, e fu creato da Geoff Johns e Scott Kolins.
Dopo l'arrivo a Keystone City, Hunter Zolomon fu assunto come profiler, lavorando con la polizia al Dipartimento delle Ostilità Metaumane. Il suo lavoro lo metteva in costante contatto con Flash (Wally West), e i due divennero buoni amici. La sua intuizione fu un aiuto prezioso nella risoluzione di un gran numero di casi, ma è sempre stato restio a finire dietro una scrivania.
Un giorno, Hunter fu seriamente ferito da un attacco di Gorilla Grodd, lasciandolo paralizzato dalla vita in giù. Domandò quindi a Wally di utilizzare il tapis-roulant per i viaggi nel tempo nel museo di Flash per salvarlo dal terribile disastro. West rifiutò, dicendo che non poteva rischiare di danneggiare la linea temporale. Zolomon, quindi, entrò di straforo nel museo e tentò di utilizzare il tapis-roulant di persona. L'esplosione che ne conseguì distrusse il museo (con la rimanenza della sua sanità mentale) e lo collegò alla linea temporale. Ora può cambiare il tempo intorno a sé dando l'illusione della super velocità.
Zolomon si rese conto che Wally West non lo avrebbe mai aiutato perché, a differenza di Barry Allen, non aveva mai avuto una tragedia personale. Zolomon decise quindi di diventare il nuovo Zoom e di uccidere la moglie di Wally (Linda Park), pensando che avrebbe aiutato Wally stesso a diventare un eroe migliore.

### Thaddeus Thawne (Inertia o Kid Zoom)
Inertia è un diverso tipo di Anti-Flash. In realtà è il clone di Bart Allen, Thaddeus Thawne. Nello spin-off La Morte di Flash, Inertia si mette in combutta con tutti i nemici di Flash al fine di privarlo della forza della velocità per ucciderlo. Riuscirà nell'intento a costo della sua vita; infatti i suoi "colleghi" erano all'oscuro della sua vendetta personale verso Bart Allen.

### Daniel West (Anti-Flash dithe New 52)
Dal 2011 con l'iniziativa editoriale the New 52 molti eventi accaduti sono stati resettati, dando nuova vita alla maggior parte dei personaggi dell'universo DC Comics. Tra questi c'è Anti-Flash che si rivela essere Daniel West, fratello minore della giornalista Iris West. Daniel e Iris vengono maltrattati dal padre fin da bambini, il che porta Daniel a scappare di casa. Daniel arrestato proprio grazie a Flash in seguito ad una rapina in banca, al suo rilascio viene portato dai nemici di Flash nel mondo speculare di Mirror Master. Qui, per una serie di vicissitudini Daniel West si scontra con un'auto contro una batteria di forza della velocità (la stessa da cui traggono origine i poteri di Flash) di una monorotaia. Quindi i poteri della forza della velocità uniti alle caratteristiche del mondo speculare di Mirror Master lo rendono un Flash al contrario, appunto un Anti-Flash. Le sue fattezze consistono in un costume rosso scuro combinato ai pezzi di metallo della monorotaia fusi col suo corpo durante lo schianto, con il simbolo del fulmine al contrario. Questo nuovo Anti-Flash ha i poteri di invertire il corso degli eventi, ma può andare indietro nel passato solo se possiede energia della forza della velocità. È per questo che inizia a dare la caccia a tutte le persone entrate in contatto con la forza della velocità, tra cui ovviamente Flash. Il suo scopo è quello di avere abbastanza energia per tornare indietro quando era solo un bambino e uccidere il proprio padre, considerato da lui come la causa d'origine della sua vita da sbandato. Dopo alcune vicessitudini, lascia che Flash prenda il comando dei suoi poteri e finisce in prigione.
Torna in una delle formazioni della Suicide Squad dove i colori del fulmine e del costume vengono invertiti.

## Altri media

### Televisione
Nella serie TV The Flash, compaiono ben tre velocisti: Eobard Thawne, Hunter Zolomon e Edward Clariss.
L'Anti-Flash (Eobard Thawne) compare come villain della prima stagione col volto di Thomas Cavanagh (Harrison Wells) e Matt Letscher (Thawne); è responsabile della morte di Nora Allen, madre di Barry Allen/Flash facendo ricadere la colpa sul marito di questa Henry Allen (John Shipp), quando quest'ultimo era ancora bambino; rimasto bloccato nel passato (15 anni prima che la serie cominci), prende il posto di Harrison Wells con la sua tecnologia per attuare un piano; anticipare la creazione di Flash grazie all'acceleratore di particelle di 10 anni (2014 invece che 2024) per fare da mentore al suo rivale e capire di più della forza di velocità; muore a causa del suicidio di un suo antenato nel presente, Eddie Thawne. Tuttavia ritorna col suo volto originale nella stagione successiva grazie ad un residuo temporale, tornando definitivamente in vita con la creazione di Flashpoint nella terza stagione. Torna anche nelle stagioni successive (sono i primi scontri tra i due velocisti). In più compare in alcune puntate dello spin-off Legends of Tomorrow, che vede alcuni comprimari provenienti da The Flash e Arrow formare una squadra di viaggiatori temporali; Thawne interagisce in varie epoche, grazie alla sua padronanza della speed force che gli permette di viaggiare indietro e avanti nel tempo. In effetti, Eobard compare con ambo i volti in più stagioni, perfino nel crossover "Crisi su Terra-X", dove si identifica come l'Anti-Flash di Terra-1 finito dentro la Forza di Velocità e uscitone su Terra-X, dove si è alleato con le varianti naziste dei personaggi.
Zoom (Hunter Zolomon) è il cattivo principale della seconda stagione, interpretato dall'attore Teddy Sears (quando indossa la maschera di Zoom ha un'altra voce, doppiata originalmente da Tony Todd); questi era un serial killer di Terra-2, che ottenne i poteri quando fu colpito da un fulmine durante la sua esecuzione (tramite sedia elettrica); ossessionato dalla velocità, studiò il suo corpo e riuscì a creare varie versioni del siero Velocity con cui potenziarsi; ma il processo lo condannò a morire lentamente, così cominciò a cercare altri velocisti da cui assorbire la speed force per guarire; prima sconfisse due versioni di Jay Garrick, il Flash di Terra-2 (Teddy Sears) e quello di Terra-3 (John Shipp), ma non riuscì a prenderne la velocità, però decise di impersonare la versione di Terra-2 per fingersi un eroe; poi, quando Barry Allen creò delle brecce nel multiverso seguendo l'ultimo piano di Eobard Thawne, passò su Terra-1 dove ingannò per mesi il team Flash prima di rivelarsi. Alla fine, uccide Henry Allen (John Shipp) per provocare Barry e lo costringe a correre con lui in un macchinario che distruggerà il Multiverso tramite la speed force; ma Barry lo supera in astuzia sfruttando proprio un suo trucco, correre e viaggiare indietro di pochi secondi per creare un proprio duplicato che si sacrificherà al posto suo; nel farlo, Barry attira volutamente l'attenzione degli Spettri del Tempo, esseri che danno la caccia a tutti i velocisti che osano viaggiare nel tempo per alterare la sequenza degli eventi; essi lo catturano e lo portano con loro, trasformandolo in un essere simile al Black Racer o al Flash Nero; in questi panni ricompare in Legends of Tomorrow (stagione 2), dove dà la caccia a Eobard Thawne (Matt Letscher); questi viene raggiunto, ma lo seminerà con l'aiuto di altri due villain provenienti da Arrow, Malcolm Merlyn (John Barrowman) e Damien Darhk (Neal McDonough); tuttavia, al termine della seconda stagione Zolomon raggiunge finalmente Thawne mentre sta per uccidere Sarah Lance, trafiggendolo con la mano (facendola vibrare ad alta velocità, la mano aperta diventa una vera e propria lama). Hunter ricompare brevemente nell'ultimo episodio della terza stagione di The Flash, in cui Savitar apre una breccia nella Speed Force e il Flash Nero compare per aggredirlo, finendo congelato all'ultimo istante da Caitlin Snow; costei lo saluta chiamandolo Hunter, confermando che si tratta proprio di lui. Zoom ricompare nella 5ª stagione quando Barry e sua figlia Nora viaggiano più volte indietro, prima come Zoom e poi come Flash Nero.
The Rival (Edward Clariss) compare nei primi episodi della terza stagione; è un velocista nella realtà alternativa Flashpoint, creata da Barry alla fine della seconda stagione quando ha fermato Thawne prima che uccidesse la madre; quando Barry libera Thawne per ripristinare la linea originaria, molti metaumani (tra cui Clariss) perdono i poteri, ma li riacquistano quando il misterioso Alchemy li contatta mentalmente e li cambia uno alla volta; sconfitto da Flash, Clariss finisce in galera ma qui viene ucciso da qualcuno; la squadra sospetta di Alchemy, ma in seguito le indagini porteranno a Savitar, il nuovo velocista villain principale della stagione, tanto rapido da far sembrare Barry normale. Viene fatto intuire che esista un The Rival anche in Terra-3.
Nella serie TV Flash degli anni '90, compare un velocista chiamato Polluce, ma questi è solo un clone di Barry Allen; ha tutti i suoi poteri ma il comportamento di un bambino (essendo a tutti gli effetti appena nato).